# Cadet (Missouri)
Cadet è una comunità non incorporata nella Union Township nella parte orientale della contea di Washington, Missouri, Stati Uniti. Cadet è situata sulla Missouri Route 47 tra Old Mines a ovest e Bonne Terre a sud-est. Il villaggio si trova a circa 10 km a nord-est di Potosi.

## Storia
Cadet iniziò ad esistere quando la ferrovia venne estesa fino alla località. Un ufficio postale chiamato Cadet era presente dal 1859. Non si sa perché il nome "Cadet" sia stato dato a questa comunità.